# Es de verdad
"Es De Verdad" é uma canção da cantora e compositora mexicana, Belinda, gravada para o seu segundo álbum de estúdio intitulado Utopía (2006). A canção foi lançada como quinto single do álbum em 1 de outubro de 2007.

## Desempenho nas tabelas musicais

### Posições
| Parada musical (2012)             | Melhor posição |
| --------------------------------- | -------------- |
| Estados Unidos – Latin Pop Songs  | 41             |
| Estados Unidos – Hot Latin Tracks | 18             |

## Lista de faixas
| Download digital |                |                          |         |  |
| N.º              | Título         | Compositor(es)           | Duração |  |
| 1.               | "Es De Verdad" | G. Diego, Karenka, Reyli | 3:36    |  |